# موسى حسن شيخ
موسى حسن شيخ (بالإنجليزية: Muse Hassan Sheikh Sayid Abdulle)‏ (و. 1940 – م) هو دبلوماسي، من الصومال.

## مناصب
تولى منصب رئيس الصومال (28 أغسطس 2012–16 سبتمبر 2012)، وعضو في البرلمان الاتحادي في الصومال ‏.
| المناصب السياسية | المناصب السياسية                            | المناصب السياسية   |
| ---------------- | ------------------------------------------- | ------------------ |
| سبقه             | رئيس الصومال 28 أغسطس 2012 - 16 سبتمبر 2012 | تبعه حسن شيخ محمود |